# الکساندر تونف
الکساندر تونف (بلغاری: Александър Антонов Тонев؛ زادهٔ ۳ فوریهٔ ۱۹۹۰) بازیکن فوتبال اهل بلغارستان است.
از باشگاه‌هایی که در آن بازی کرده‌است می‌توان به باشگاه فوتبال استون ویلا، باشگاه فوتبال زسکا صوفیه، باشگاه فوتبال سلتیک، باشگاه فوتبال فروزینونه، و باشگاه فوتبال لخ پوزنان اشاره کرد.
وی همچنین در تیم‌های ملی فوتبال Bulgaria national under-19 football team، زیر ۲۱ سال بلغارستان، و بلغارستان بازی کرده‌است.